# 辕选
辕选（？—？），媯姓，轅氏，名選，中国春秋时期陈国的卿大夫。

## 生平
前625年（鲁文公二年，晋襄公三年，秦穆公三十五年，宋成公十二年，郑穆公三年，陈共公七年）冬季，晋国的先且居、宋国的公子成、陈国的辕选、郑国的公子归生攻打秦国，占取了汪地和彭衙，然后回国，以报复上次彭衙的战役。《春秋经》称“冬，晋人、宋人、陈人、郑人伐秦”，不记载卿的名字，是为了秦穆公。尊重秦国，为尊重德行。